# World Series Baseball II
World Series Baseball II (ワールドシリーズベースボールⅡ) est un jeu vidéo de sport de type baseball sorti exclusivement sur Sega Saturn le 24 août 1996 en Amérique du Nord, le 25 octobre 1996 au Japon et à partir de novembre 1996 en Europe. Il a été développé et édité par Sega sous licence MLB et MLBPA.
Le jeu fait partie de la série World Series Baseball, dont il constitue le deuxième épisode sur Saturn entre World Series Baseball et World Series Baseball '98.